# 게오르크 에른스트 슈탈

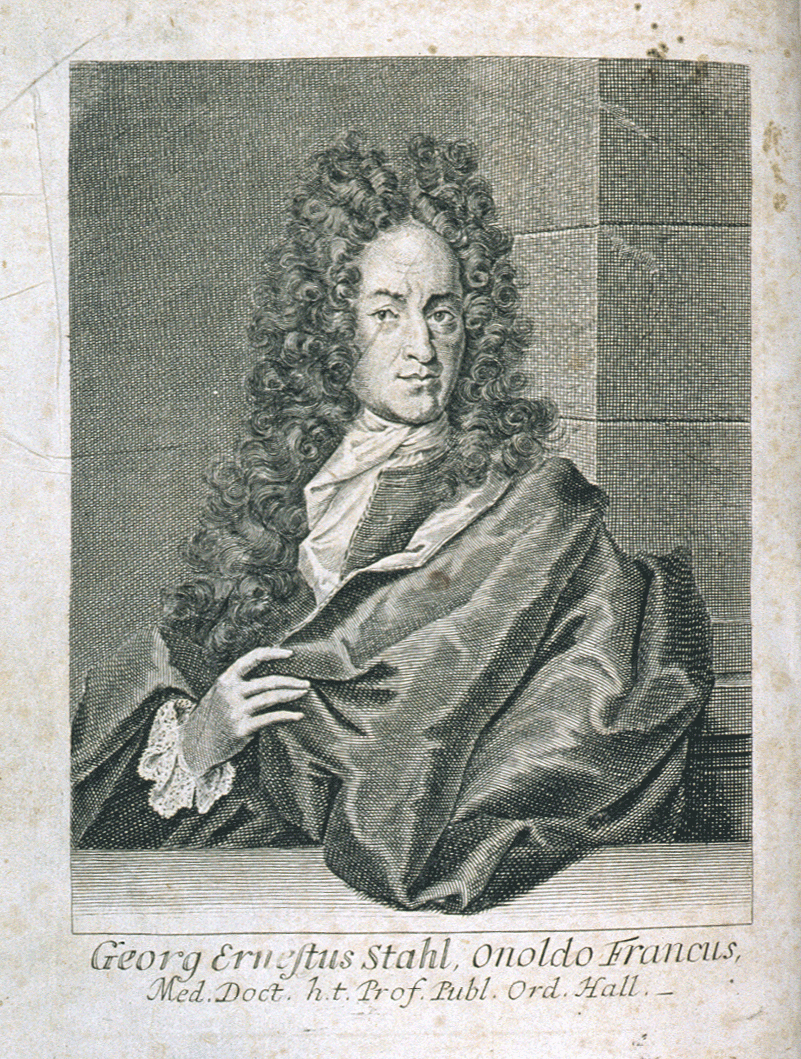
게오르크 에른스트 슈탈

게오르크 에른스트 슈탈(Georg Ernst Stahl, 1659년 10월 22일 ~ 1734년 5월 24일)은 독일의 화학자, 의사, 철학자이다. 그는 생기론의 옹호자였으며, 18세기 후반까지 그의 플로지스톤설(phlogiston theory)은 화학 반응에 대한 설명으로 널리 수용되었다.

## 생애
슈탈은 1660년 안스바흐에서 슈탈은 루터교 목사의 아들로 태어나 독실한 기독교 신앙 아래 성장하였다. 어린 시절부터 화학에 깊은 관심을 보였으며, 15세에는 대학 강의 노트를 익히고 요한 쿤켈(Johann von Löwenstern-Kunckel)의 난해한 저작까지 독파하였다. 1683년 예나 대학교에서 의학 학위를 받은 그는 1687년 작센-바이마르 공작 요한 에른스트 3세의 주치의가 되었다. 1694년부터 1716년까지 그는 할레 대학교에서 의학 학장 자리를 맡았고, 그 후 베를린에서 프로이센의 왕 프리드리히 빌헬름 1세의 주치의가 되었다.
그는 두 차례 결혼하였으나 두 아내 모두 산욕열(puerperal fever)로 1696년과 1706년에 사망하였다. 슬하에 아들 요나탄(Johnathan)과 딸 하나를 두었으나, 딸은 1708년에 세상을 떠났다. 이후에도 그는 연구와 출판 활동을 이어갔으나, 학생들에게 매우 냉담하게 대했으며 자녀와 아내의 연이은 사망 이후 깊은 우울감에 시달렸다. 그는 1734년, 74세의 나이로 베를린에서  사망하였다.

## 업적
슈탈은 요한 요아힘 베커와 함께 플로지스톤설의 기반을 마련한 것으로 유명하다. 또한 그는 150년 후 유스투스 폰 리비히가 주장한 발효 이론과 유사한 견해를 주장하기도 하였다. 의학에서는 물질주의를 주장한 헤르만 부르하버나 프리드리히 호프만과는 달리 물활론적 체계를 주장하였다.

## 같이 보기
- 요한 요아힘 베커
- 플로지스톤설

 본 문서에는 현재 퍼블릭 도메인에 속한 브리태니커 백과사전 제11판의 내용을 기초로 작성된 내용이 포함되어 있습니다.
1. ↑  슈탈의 생년은 종종 1660년으로 잘못 표기되나, 정확한 생년은 안스바흐(St. Johannis) 교회의 세례 등록부에 기록되어 있다. 자세한 내용은 Gottlieb, B.J. (1942). “Vitalistisches Denken in Deutschland im Anschluss an Georg Ernst Stahl”. 《Klinische Wochenschrift》 21 (20): 445–448. doi:10.1007/bf01773817. S2CID 41987182.
2. 1 2  Ku-ming Chang (2008), "Stahl, Georg Ernst", Complete Dictionary of Scientific Biography, Vol. 24, Cengage Learning 출판
3. 1 2 3  “Adreßbuch Deutscher Chemiker 1953/54. Gemeinsam herausgegeben von Gesellschaft Deutscher Chemiker und Verlag Chemie, Weinheim/Bergstraße. Verlag Chemie GmbH. (1953). 450 S.”. 《Starch - Stärke》 6 (12): 312. 1954. doi:10.1002/star.19540061211. ISSN 0038-9056.